# Dockx (naam)
Dockx is een Vlaamse achternaam. De naam is een patroniem en is afgeleid van een knuffelvariant van de Germaanse voornaam Duco. Deze naam betekent op zijn beurt "wolfsvolk" of "wolfslieden". Ze komt vooral in de provincie Antwerpen voor.

## Bekende naamgenoten
- Aaron Dockx (2004), Belgisch wielrenner
- Bart Dockx (1981), Belgisch wielrenner
- Bert Dockx (1980), Belgisch gitarist
- Gert Dockx (1988), Belgisch wielrenner
- Jean Dockx (1941-2002), Belgisch voetballer
- Kurt Dockx (1958), Belgisch wielrenner
- Wout Dockx, Belgisch muzikant bij de bands Aroma di Amore en Men 2nd.

## Fictieve naamgenoten
- Jomme Dockx, personage in de televisieserie De Collega's, gespeeld door Manu Verreth
- Vincent Dockx, personage in de televisieserie slachtoffer Matroesjka's, gespeeld door Tom Van Dyck

## Muziekgroep
- The Dockx Brothers,[4] een Belgische muziekgroep.